# Hermann Schaus

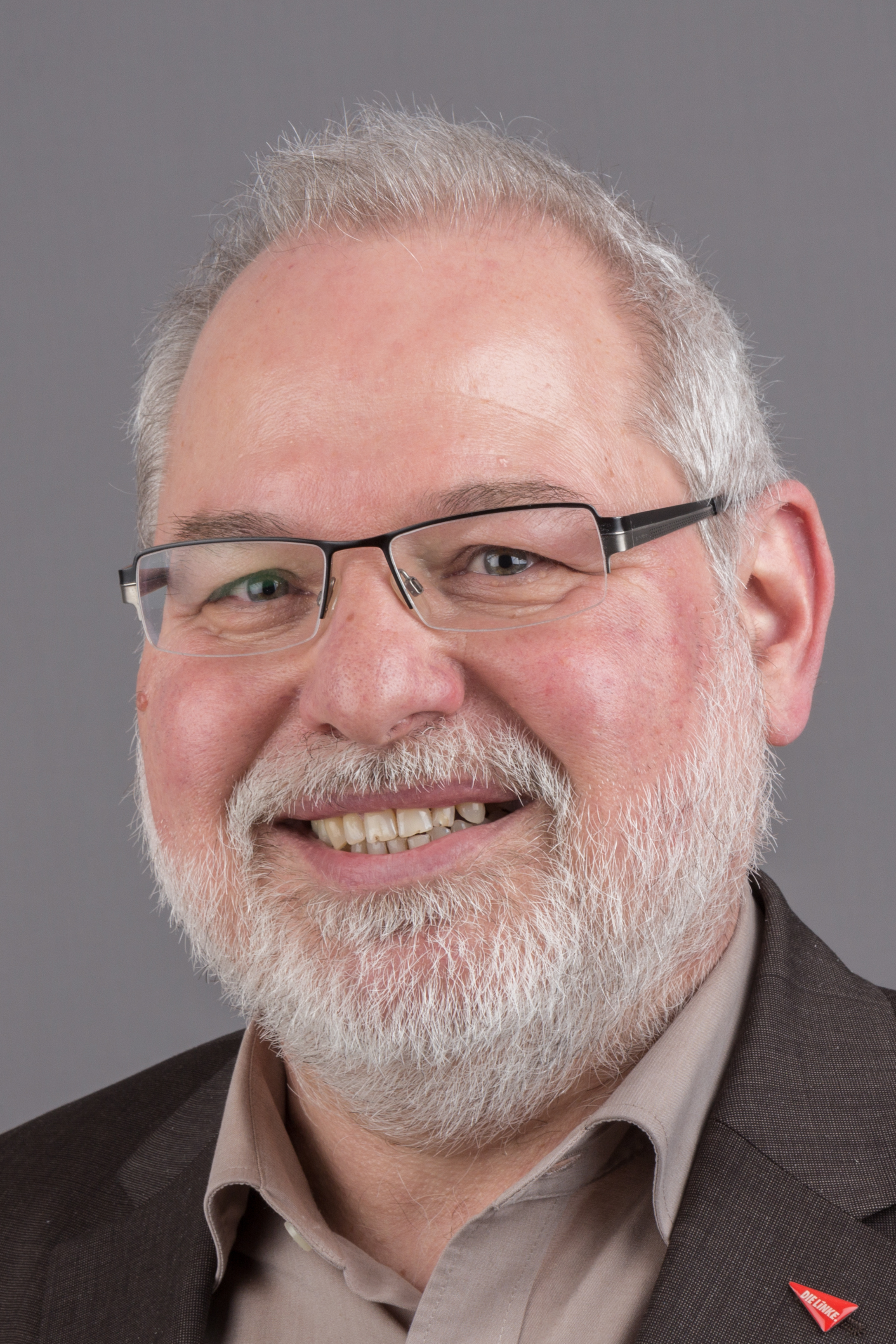
Hermann Schaus (2016)

Hermann Schaus (* 28. Mai 1955 in Worms) ist ein deutscher Politiker (Die Linke). Er ist Stadtverordneter in Wetzlar und war von 2008 bis 2022 Abgeordneter des Hessischen Landtags.

## Ausbildung und Beruf
Schaus ist hauptamtlicher Gewerkschaftssekretär für die Vereinte Dienstleistungsgewerkschaft, zuletzt als Geschäftsführer im Bezirk Südhessen. Er ist gelernter Kfz-Mechaniker und studierter Diplom-Verwaltungswirt (FH). Schaus lebt in Wetzlar; er ist evangelischer Konfession, verheiratet und hat zwei Kinder.

## Politik
Schaus war 1972 bis 1993 Mitglied der SPD und trat dort aufgrund des Asylkompromisses und des Großen Lauschangriffs aus. 2001 gründete er eine Regionalgruppe Hochtaunus von Attac. 2004 war er an der Gründung der WASG beteiligt, Mitglied im hessischen Landesvorstand der WASG-Hessen und dort bis Herbst 2006 Landespressesprecher. Heute ist er Mitglied des Landesvorstandes der Partei Die Linke.
Schaus war 2006 bis 2011 Kreistagsabgeordneter im Hochtaunuskreis. Bei den hessischen Landtagswahlen 2008, 2009 und 2013 wurde er jeweils über die Landesliste in den Landtag gewählt. In der 17. Wahlperiode, die nur von April bis November 2008 dauerte, war er Vizepräsident des Landtags. Im Hessischen Landtag ist er unter anderem Mitglied im Ältestenrat und im Innenausschuss.
Schaus stellte für seine Fraktion die von der Fraktion in Auftrag gegebene Studie Braunes Erbe – NS-Vergangenheit Hessischer Landtagsabgeordneter der 1. bis 11. Legislaturperiode des Autors Hans-Peter Klausch vor. Die große öffentliche Resonanz auf diese Veröffentlichung veranlasste den Landtag dazu, eine weitere Studie, unter Einbeziehung der Mitglieder der beiden hessischen Vorparlamente von 1946, bei der Historischen Kommission des Hessischen Landtags in Auftrag zu geben. Diese im Februar 2013 vorgelegte Studie bestätigte die Untersuchung von Dr. Klausch und fand insgesamt 92 NSDAP-Mitglieder unter den 403 ehemaligen Landtagsabgeordneten sowie zahlreiche weitere Mitgliedschaften bei SA und SS.
Über Hessen hinaus bekannt wurde Schaus durch Berichte, dass er die vier SPD-Landtagsabgeordneten, die bei der geplanten parlamentarischen Wahl Andrea Ypsilantis zur Ministerpräsidentin Hessens die Unterstützung verweigerten, in Anspielung an die gleichlautende Aussage des ehemaligen Frankfurter SPD-Oberbürgermeisters Andreas von Schoeler aus dem Jahre 1993 in einer Reaktion als „hinterlistige Schweine“ bezeichnete, wofür er sich jedoch bei den vier Abgeordneten später entschuldigte.
Bei der Landtagswahl in Hessen 2013 trat er im Wahlkreis Hochtaunus I an. Hier unterlag er gegen den CDU-Kandidaten Holger Bellino. Ihm gelang jedoch der Wiedereinzug in den Landtag über einen Listenplatz der Partei. Genauso verlief für ihn auch die Landtagswahl in Hessen 2018. Er war bis Januar 2020 Parlamentarischer Geschäftsführer seiner Fraktion. Am 31. August 2022 legte er sein Mandat nieder. Für ihn rückte Petra Heimer in den Landtag nach.